# Duurzaam Veilig
Duurzaam Veilig of eigenlijk Duurzaam Veilig Verkeer is een initiatief van de verschillende Nederlandse overheden om de verkeersveiligheid van het wegverkeer te vergroten.
Binnen Duurzaam Veilig Verkeer draait het om het voorkomen van ongelukken oftewel preventie. Voordat Duurzaam Veilig werd geïntroduceerd werd voornamelijk geprobeerd om de gevolgen van verkeersonveiligheid te beperken. Dat wil zeggen dat veelal achteraf maatregelen werden getroffen om onveilige situaties aan te pakken. Dit wordt ook wel een curatieve benadering genoemd. Natuurlijk is dat nog steeds nodig, maar het curatieve beleid wordt nu gecombineerd met een preventief beleid: Duurzaam Veilig.

## Geschiedenis
In het derde landelijke Meerjarenprogramma Verkeersveiligheid uit 1991 wordt het begrip Duurzaam Veilig voor het eerst omschreven. Het woord duurzaam wijst op het streven een bepaald verkeersveiligheidsniveau, door middel van taakstellingen, voor de toekomst te bereiken. Om de visie van de overheid kracht bij te zetten is in december 1997 het convenant Startprogramma Duurzaam Veilig Verkeer ondertekend door het Ministerie van Verkeer en Waterstaat, het Interprovinciaal Overleg (IPO), de Samenwerkende Kaderwetgebieden Verkeer en Vervoer (SKVV), de Vereniging van Nederlandse Gemeenten (VNG) en de Unie van Waterschappen (UvW). Daarmee hebben vrijwel alle wegbeheerders in Nederland zich verbonden met de afspraken die in het Startprogramma Duurzaam Veilig Verkeer zijn gemaakt.

## Duurzaam Veilig principes
De Duurzaam Veilig visie is gebaseerd op een aantal leidende principes. Volgens de Stichting Wetenschappelijk Onderzoek Verkeersveiligheid (SWOV) zijn deze vijf principes onderbouwd door wetenschappelijk onderzoek:
- functionaliteit
- homogeniteit
- herkenbaarheid
- vergevingsgezindheid.
- statusonderkenning

Het principe van functionaliteit betekent dat iedere weg ontworpen wordt voor een specifieke functie. Een stroomweg is om verkeer te laten stromen en niet om woonwijken te ontsluiten; een erftoegangsweg is om erven, parkeerplaatsen e.d. te bereiken en niet bedoeld voor doorgaand verkeer. Homogeniteit betekent dat de verschillen in massa, richting en snelheid moeten worden beperkt. Bij lage snelheden kunnen auto's en fietsers veilig van dezelfde weg gebruikmaken, maar hogere snelheden zijn alleen veilig als er geen tegenliggers zijn op dezelfde rijbaan, er geen kruisend verkeer is en als motorvoertuigen niet van dezelfde rijbaan gebruikmaken als langzaam verkeer. Een ander principe is herkenbaarheid, hetgeen betekent dat het wegverloop en wegbeeld herkenbaar moet zijn voor de gebruiker. Dit betekent dat het wegontwerp geen verrassingen moet bevatten, maar dat het gewenste gedrag van de weggebruikers moet worden ondersteund door het wegontwerp.
In de geactualiseerde versie van Duurzaam Veilig is het principe van vergevingsgezindheid toegevoegd uit het besef dat consequente toepassing van de drie bovenstaande principes niet alle fouten van weggebruikers kan voorkomen. Fouten kunnen echter wel worden opgevangen, bijvoorbeeld door anticipatie van andere weggebruikers en het weghalen of afschermen van gevaarlijke objecten naast de weg, zoals bomen. Vergevingsgezindheid zorgt ervoor dat wanneer er een onveilige situatie ontstaat, een aanrijding voorkomen wordt ofwel de ernst van het ongeval beperkt blijft. Dit is onder te verdelen in sociale vergevingsgezindheid en fysieke vergevingsgezindheid. sociale vergevingsgezindheid is door de Stichting Wetenschappelijk Onderzoek Verkeersveiligheid (SWOV) als volgt gedefinieerd: "De bereidheid te anticiperen op een potentieel onveilige handeling van een andere verkeersdeelnemer en zo te handelen dat negatieve consequenties van deze potentieel onveilige handeling worden voorkomen of ten minste beperkt." Fysieke vergevingsgezindheid gaat over het vergeven van een menselijke fout door de infrastructuur en haar omgeving.
Een ander 'nieuw' principe is statusonderkenning, waarbij het herkennen van een verminderde bekwaamheid tot deelname aan het verkeer, bijvoorbeeld door vermoeidheid of alcoholgebruik, centraal staat.

## Invalshoeken
Hoewel het met name de wegbeheerders zijn die zich aan de gedachte van een Duurzaam Veilig Verkeer hebben verbonden is infrastructuur slechts een van de elementen uit Duurzaam Veilig. Naast veilige verkeersinfrastructuur is er ook aandacht voor
- veilige voertuigen - bijvoorbeeld de verplichte dodehoekspiegel op vrachtwagens
- nieuwe verkeersregels met gunstig veiligheidseffect - bijvoorbeeld 'bromfiets op de rijbaan'
- voorlichting van verkeersdeelnemers - bijvoorbeeld de BOB campagne
- educatie van kwetsbare leeftijdsgroepen, met name jongeren en ouderen
- handhaving van de bestaande en nieuwe verkeersregels

Met name de handhaving van verkeersregels en het aanpakken van bewuste overtreders van de verkeersregels was in de eerdere versies van de Duurzaam Veilig visies een onderbelicht punt. Daarbij komt dat het Openbaar Ministerie in bepaalde situaties niet wil vervolgen als de wegen niet voldoende verkeersveilig zijn ingericht.

## Infrastructuur
Verreweg de meeste ongelukken gebeuren door menselijk falen. Daarom wordt gedacht vanuit de gebruiker van de weg, een mens die ook fouten kan maken. De gedachte achter een Duurzaam Veilige infrastructuur is dat de weg op zo'n manier wordt ingericht dat duidelijk is wat van de weggebruiker wordt verwacht en fouten worden voorkomen. Er wordt daarbij uitgegaan van de bovengenoemde basisprincipes:
- Functionaliteit: Wegen moeten worden gebruikt waarvoor ze zijn bedoeld.
- Homogeniteit: Conflicten tussen weggebruikers met een groot verschil in snelheid, richting of massa moeten worden uitgesloten.
- Herkenbaarheid: Het voorspelbaar en consequent maken van verkeerssituaties, zodat deze voor de weggebruiker logisch en makkelijk te begrijpen zijn. Sleutelwoord hierbij is uniformiteit, bijvoorbeeld bij de vormgeving van rotondes.
- Vergevingsgezindheid: Het voorkómen van ernstig letsel bij ongevallen, bijvoorbeeld door het aanleggen van verharde bermen.

Tot nu toe zijn de meeste verkeerssituaties verre van herkenbaar. Elke gemeente en elke provincie richtte de wegen in het verleden anders in. Soms liggen er zelfs verschillende typen rotondes in één gemeente. De CROW speelt een belangrijke rol in het geven van richtlijnen hoe de wegen er de komende jaren uit moeten gaan zien. Door het opstellen van zogenaamde essentiële herkenbaarheidskenmerken moet het verschil in verkeerssituaties gaan veranderen. Met name de markering zal de komende jaren op veel wegen worden aangepast, al is er wel wat kritiek op de vermeende onduidelijkheid van die nieuwe markering. Zo zou ze de rust in het wegbeeld verstoren.

## Categorisering
Het uitgangspunt van functionaliteit van wegen is in de Duurzaam Veilig visie vertaald in een eenduidige categorisering van wegtypen. Er worden drie categorieën wegen onderscheiden met een verschillende functie:
- Stroomwegen;
- Gebiedsontsluitingswegen; en
- Erftoegangswegen.

Bijna alle wegbeheerders hebben de wegen inmiddels in deze drie typen gecategoriseerd. Meestal is dit opgenomen in een categoriseringsplan, dat vaak deel uitmaakt van het verkeersbeleid van bijvoorbeeld de gemeente of de provincie.
Stroomwegen (SW) zijn bedoeld voor een betrouwbare afwikkeling van relatief grote hoeveelheden verkeer met een hoge gemiddelde snelheid. De maximumsnelheid van een stroomweg is 100 km/h (regionale stroomweg) of 130 km/h (autosnelweg). Stroomwegen hebben dus een primaire verkeersfunctie, waarbij de doorstroming centraal staat en zijn derhalve niet toegankelijk voor langzaam verkeer en landbouwverkeer en kennen in de Duurzaam Veilig visie geen gelijkvloerse kruisingen. Een ander essentieel kenmerk van duurzaam veilige stroomwegen is een fysieke rijbaanscheiding, bijvoorbeeld in de vorm van een middenberm, om het verkeer in beide richtingen te scheiden.
Voor veel enkelbaans autowegen die zijn gecategoriseerd als regionale stroomweg is echter de komende jaren nog geen budget beschikbaar om essentiële kenmerken als een fysieke rijbaanscheiding en ongelijkvloerse kruisingen te realiseren. Op deze enkelbaans autowegen wordt echter wel een dubbele asmarkering met groene vulling toegepast om inhalen te verbieden en te ontmoedigen en de herkenbaarheid van dit type weg te vergroten.
Gebiedsontsluitingswegen (GOW) zijn wegen die zowel doorstroming als uitwisselen tot doel hebben. Gebiedsontsluitingwegen zorgen ervoor dat woonwijken, bedrijventerreinen, winkelcentra etc. bereikbaar blijven. Zij moeten voor het verdelen en het verzamelen van verkeer zorgen. Het is volgens de Duurzaam Veilig filosofie echter ongewenst om uitritten van erven op gebiedsontsluitingswegen te laten uitkomen. Buiten de bebouwde kom mag er 80 km/h gereden worden, binnen de bebouwde kom 70 of 50 km/h. Het homogeniteitsprincipe leidt ertoe dat langzaam- en snelverkeer van elkaar moet worden gescheiden. Binnen de bebouwde kom kan dit door fietsstroken of vrijliggende fietspaden aan te leggen; buiten de bebouwde kom door parallelle fietspaden of erftoegangswegen. Hierbij moet worden bedacht dat ook medegebruik van een gebiedsontsluitingsweg door langzaam landbouwverkeer ongewenst is. Bromfietsen vormen hier een aparte groep, binnen de bebouwde kom delen ze de weg met de auto's, buiten de bebouwde kom met de fietsers. Inhalen op gebiedsontsluitingswegen is ongewenst, met name buiten de bebouwde kom, hetgeen betekent dat het beste een dubbele asmarkering kan worden toegepast, eventueel gecombineerd met een moeilijk overrijdbare rijbaanscheiding.
Erftoegangswegen (ETW) zijn bedoeld voor het veilig toegankelijk maken van percelen, ze staan beter bekend als de 30 km/h en 60 km/h-zones. Op erftoegangswegen moeten alle verkeersdeelnemers (voetgangers, fietsers en automobilisten, etc.) van dezelfde rijbaan gebruik kunnen maken, waarbij voetgangers vaak wel een eigen verkeersruimte wordt geboden in de vorm van een trottoir. Manoeuvres als keren, draaien, het laten in- en uitstappen van passagiers, het laden- en lossen van goederen het oversteken moet veilig kunnen gebeuren. Omdat deze zogenaamde verblijfsfunctie het belangrijkst is, moet de snelheid van het gemotoriseerde verkeer omlaag om toch te voldoen aan de vereiste van homogeniteit van het verkeer. Om deze lagere snelheid (ten opzichte van de gebiedsontsluitingswegen) af te dwingen zijn de laatste jaren veel snelheidsremmende maatregelen getroffen. Door de lagere snelheid wordt doorgaand verkeer zo veel mogelijk geweerd, hetgeen weer beter past bij de functie van erftoegangswegen als weg voor bestemmingsverkeer. Naast het terugbrengen van de snelheid worden in principe geen andere verkeersmaatregelen zoals fietsstroken of zebrapaden toegepast.
Elk type weg heeft dus zijn eigen ontwerpeisen. Over deze ontwerpeisen wordt af en toe flink gediscussieerd, bijvoorbeeld over de vraag of fietsers op een rotonde wel of geen voorrang moeten krijgen. Ook kan het zijn dat er discussie bestaat over in welke categorie een weg behoort. Bij zo'n situatie spreken we van een grijze weg. Over het algemeen geldt echter dat een positief veiligheidseffect wordt verwacht als Duurzaam Veilig in heel Nederland uniform wordt geïmplementeerd.